# Diakonie in Niedersachsen
Der  Diakonie in Niedersachsen e.V  ist Dachverband  der  Diakonischen Werke der  Mitgliedkirchen der Konföderation evangelischer Kirchen in Niedersachsen. Der Sitz befindet sich in Hannover. Die Geschäftsstelle ist beim Diakonischen Werk der Landeskirche Hannovers in der Ebhardtstr. in Hannover angesiedelt. Die Organisation ist Mitglied im Bundesverband Diakonie Deutschland.

## Geschichte
Am 1. Juli 2010 gründeten die Diakonischen Werke der Ev.luth. Landeskirche Hannovers, der Evangelisch-Lutherischen Kirche in Oldenburg, der Evangelisch-lutherischen Landeskirche in Braunschweig, der Evangelisch-Lutherischen Landeskirche Schaumburg-Lippe und der Evangelisch-reformierten Kirche die Diakonie in  Niedersachsen als Gemeinsamen Dachverband.

## Aufgaben
Der Verband hat die Aufgabe, die Diakonischen Werke in Niedersachsen gegenüber dem Land Niedersachsen und bundesweiter Partner zu vertreten und die Interessen seiner Mitglieder zu vertreten. Die Diakonie in Niedersachsen soll die Gemeinsamkeit der Diakonischen Werke stärken und gemeinsame Aufgaben planen, koordinieren und durchführen. Der Verein vertritt die Mitgliedswerke in allen Fragen, in denen gemeinsam gehandelt wird.
Geleitet wird der Verein von einem Vorstand, dem die Vorstände und Leitungen der Mitgliedswerke angehören.

## Weblink
- Offizielle Website der Diakonie in Niedersachsen